# Риофрио
Кралският дворец Риофрио (на испански: Palacio Real de Riofrío) е кралски дворец, разположен в испанската провинция Сеговия. Построен е през 1757 в. в италиански стил специално за испанската кралица Изабела Фарнезе, втора съпруга на крал Филип V Испански. Част от дворцовия комплекс е една гориста местност в неговите покрайнини.
След смъртта на кралицата дворецът Риофрио никога не е бил обитаван от испански крал, оставайки просто една ловна резиденция.